# International Rally Championship
International Rally Championship es un videojuegos de rallys de la serie Rally Championship lanzado para Windows en 1997. Se basa principalmente en tramos de varios países.
Existe una versión para PlayStation conocida en varios países como Tommi Makkinen Rally.
Tiene los coches & canciones de carrera del International Rally Championship y la musica & sonidos de selección del menu principal del Network Q RAC Rally Championship pero con trazados & modos de juego diferentes.
Su secuela Mobil 1 British Rally Championship fue lanzado para Windows y PlayStation en 1999.

## Coches
Incluye 9 coches entre ellos:
Grupo A
- Mitsubishi Lancer Evolution
- Subaru Impreza WRC
- Ford Escort WRC
- Toyota Corolla

Grupo B
- Proton Wira
- Nissan Almera GTI
- Renault Mégane Maxi

Grupo C
- Škoda Felicia
- Volkswagen Golf GTi 16v

## Tramos
Incluye tramos de 15 pruebas:
| - Gran Bretaña - Japón - Finlandia - Italia - Indonesia - Australia - China - Suecia | - Suiza - Rusia - Sudáfrica - Egipto - Brasil - Canadá - Estados Unidos |

## Modos de Juego
Incluye 6 modos de juego:
- Rally Rápido
  - Gran Bretaña
  - Italia
  - Brasil
  - China
  - Suecia
- Campeonato (4 Niveles de Dificultad)

| - - Level 1 - Gran Bretaña - Australia - Finlandia - Suecia - Level 2 - Brasil - Italia - China - Japón - Rusia - Sudáfrica - - Level 3 - Suiza - Estados Unidos - Suecia - Indonesia - Gran Bretaña - Australia - Egipto | - - Level 4 - Rusia - Brasil - China - Japón - Italia - Sudáfrica - Estados Unidos - Egipto - Finlandia - Canadá - Indonesia - Suiza |

- Arcade (4 Niveles de Dificultad)

| - - Level 1 - China - Italia - Indonesia - Japón - Level 2 - Estados Unidos - Canadá - Finlandia - Brasil - Gran Bretaña - Egipto - Level 3 - Suecia - Australia - Italia - Japón - Rusia - Sudáfrica - Suiza - Indonesia | - - Level 4 - Finlandia - China - Suecia - Brasil - Estados Unidos - Australia - Suiza - Gran Bretaña - Rusia - Egipto - Sudáfrica - Canadá |

- Simulación

| - - Brasil (Normal) - Rusia (Normal) - Gran Bretaña (Reverse) - China (Normal) - Finlandia (Reverse) - Suecia (Normal) - Indonesia (Normal) - Japón (Normal) - Italia (Normal) - Australia - Canadá - Estados Unidos - Sudáfrica - Suiza - Suecia (Reverse) | - - Gran Bretaña (Normal) - Brasil (Reverse) - Australia - Rusia (Reverse) - Italia (Reverse) - Egipto - Japón (Reverse) - Finlandia (Normal) - China (Reverse) - Indonesia (Reverse) - Suiza - Canadá - Sudáfrica - Egipto - Estados Unidos |

- Prueba Cronometrada
- Individual

## Música
La banda sonora de International Rally Championship fue compuesta por Darren Ithell y Dave Sullivan.
- Track 01 'Pulse'
- Track 02 'Speedskills'
- Track 03 'Catch me Later'
- Track 04 'Miles and Miles'
- Track 05 'Spice it Up'
- Track 06 'Shift 'n' Drift'
- Track 07 'Energize'
- Track 08 'To the MAX'

- Datos: Q3153293